# Olszewnica (województwo mazowieckie)
Olszewnica – osada leśna w Polsce położona w województwie mazowieckim, w powiecie legionowskim, w gminie Wieliszew.
W latach 1975–1998 miejscowość administracyjnie należała do województwa warszawskiego.
W Olszewnicy urodził się Stefan Liwski (1921-2019) - uczony, profesor nauk technicznych, prorektor, dziekan i profesor Szkoły Głównej Gospodarstwa Wiejskiego w Warszawie, torfoznawca.
Wierni Kościoła rzymskokatolickiego należą do parafii św. Jana Marii Vianneya w Skrzeszewie.